# Changan Automobile
Changan Automobile Co., Ltd. (CCAG) — китайська автомобілебудівна компанія, розташована в Чунцін, Китай. Третій за величиною автовиробник в Китаї, входить до числа 20 найбільших виробників держави. Наразі це найменший із «Великої четвірки» державних автовиробників Китаю, а саме: SAIC Motor, FAW Group, Dongfeng Motor Corporation і Changan Automobile, з продажами автомобілів 5,37 мільйона, 3,50 мільйона, 3,28 мільйона та 2,30 мільйона. у 2021 році відповідно.
Компанія виробляє та продає автомобілі під власними брендами, такими як Changan, Kaicene, Avatr, Deepal, а також під іноземними брендами спільних підприємств, таких як Changan-Ford і Changan-Mazda. У 2021 році автомобілі вітчизняних брендів зайняли понад 76% продажів (1,75 млн, 1,2 млн легкових автомобілів).
Основним видом діяльності є виробництво легкових автомобілів, мікровенів, комерційних фургонів і легких вантажівок.
Це друга за популярністю марка автомобілів у Китаї, у 2016 році було продано 1,4 мільйона автомобілів Changan. Дочірня компанія Changan, Chongqing Changan Automobile Company (SZSE: 000625), зареєстрована на Шеньчженьській фондовій біржі (але також контролюється державою).

## Історія

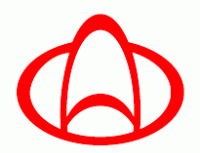
Логотип Chana 1998-2010

Компанія заснована в 1862 році в місті Чунцин, тоді була створена невелика машинобудівна фабрика. Після 1949 року, коли в Китаї відбулася революція, фабрика перейшла у власність держави. З 1958 по 1962 рік там випускалися компактні армійські позашляховики. У 1983 році було організовано спільне підприємство з японською фірмою Suzuki. У 1995 році було проведено акціонування. Група заводів, розташована в Чунцині, стала називатися Changan Automobile Group. У 2001 році було організовано спільне підприємство з Ford Motor.
У 2009 році Changan придбала двох менших вітчизняних автовиробників, Hafei і Changhe. У 2013 році Changhe було передано уряду провінції Цзянсі для реструктуризації, а пізніше стало дочірньою компанією іншого китайського автовиробника BAIC Group.
Станом на 2010 рік China Weaponry Equipment є материнською компанією цього державного автовиробника, і того року Chang'an став четвертим найбільш продуктивним виробником автомобілів у китайській автомобільній промисловості, продавши 2,38 мільйона одиниць.
Компанія також випустила новий логотип для своїх споживчих пропозицій у 2010 році, тоді як комерційне виробництво зберігає колишній бренд червоної арки.
Незважаючи на те, що це дозволило компанії досягти лише четвертого місця серед вітчизняних автовиробників за обсягом виробництва, у 2011 році Changan випустив понад 2 мільйони автомобілів.
У 2012 році повідомлялося, що 72% виробництва було присвячено легковим транспортним засобам, але ця кількість, ймовірно, поєднує приватні пропозиції та мікровени, крихітні комерційні вантажівки та фургони, які популярні в Китаї.
У листопаді 2012 року Changan Ford Mazda Automobile було розділено на дві нові спільні компанії: Changan Ford і Changan Mazda.
Changan планує припинити виробництво транспортних засобів, що працюють виключно від двигунів внутрішнього згоряння, до 2025 року, оскільки з 2025 року автовиробник продаватиме лише гібридні автомобілі та повністю електричні транспортні засоби через зміну клімату, проблеми із забрудненням повітря в Китаї та суворі умови норми викидів. Компанія заявила, що це пов’язано з тим, що уряд Китаю оголосив про прийняття законодавства, яке забороняє нові транспортні засоби з двигунами ДВЗ до середини 2030-х років через високий рівень забруднення повітря та через повторне зобов’язання Китаю в Паризької угоді ООН як автовиробника, який хоче залишатися сумісним з урядовими стандартами автомобільних викидів. Автовиробник приєднується до Volvo Cars, Jaguar Land Rover, Hongqi, BYD Auto, Lotus Cars та кількох інших автовиробників у планах припинення виробництва автомобілів з двигуном ДВЗ у найближчі роки.
У грудні 2023 року Huawei оголосила, що планує перенести основні технології та ресурси свого підрозділу розумних автомобілів до нового спільного підприємства з Changan. Нова компанія займатиметься дослідженнями та розробкою, виробництвом, продажем і обслуговуванням інтелектуальних автомобільних систем і компонентів. Changan та його дочірні компанії планують придбати не більше 40 відсотків акцій нової компанії, причому конкретна сума капітального внеску та умови будуть обговорюватися окремо між двома сторонами.

## Автомобілі за ліцензієюSuzuki

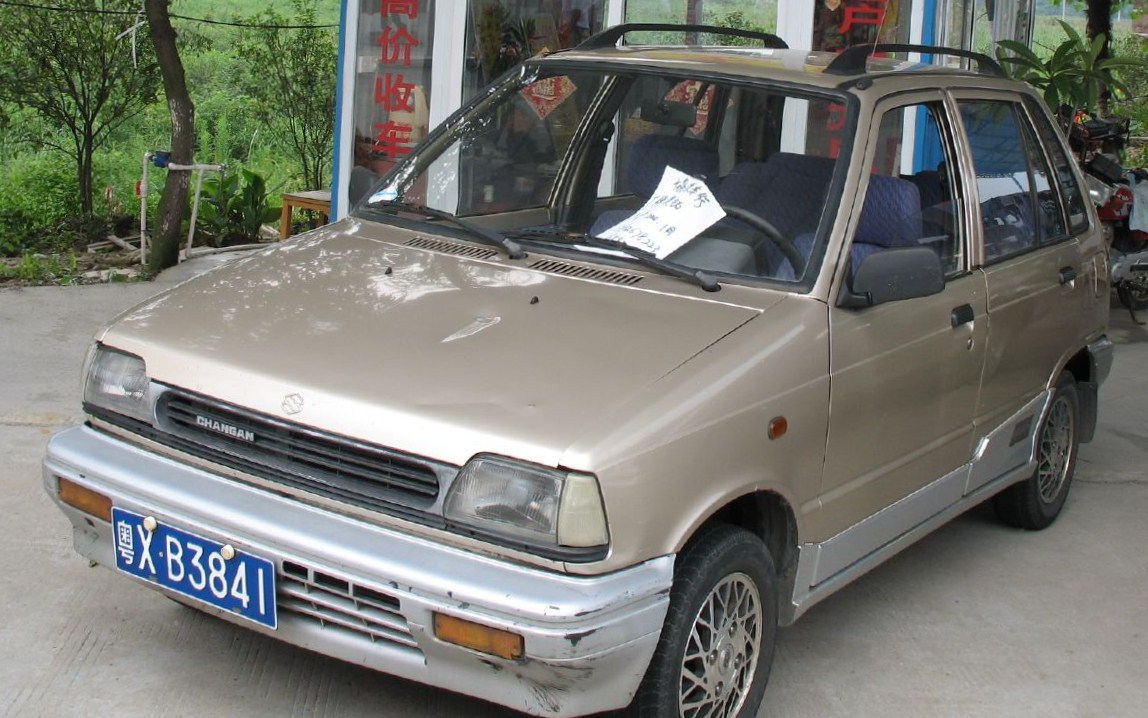
Chang'an SC7080 Alto

- Chang'an SC7080 Alto (1988–2001; китайська версія Suzuki Alto з двигуном потужністю 39 к.с.)
- Chang'an SC7080 City Baby (2001–2007; китайська версія старої Suzuki Alto 39 к.с.)
- Chang'an SC7090 Zen (1997–2007; китайська версія сучасної Suzuki Alto)
- Chang'an SC7100 Swift (1992–2007; китайська версія Suzuki Swift 39 к.с.)
- Chang'an SC7130 Gazelle (1992–2007; китайська версія Suzuki Swift 65 або 84 к.с.)
- Chang'an Antelope (2001–2007; китайська версія Suzuki Swift 86 к.с.)

## Автомобілі Changan

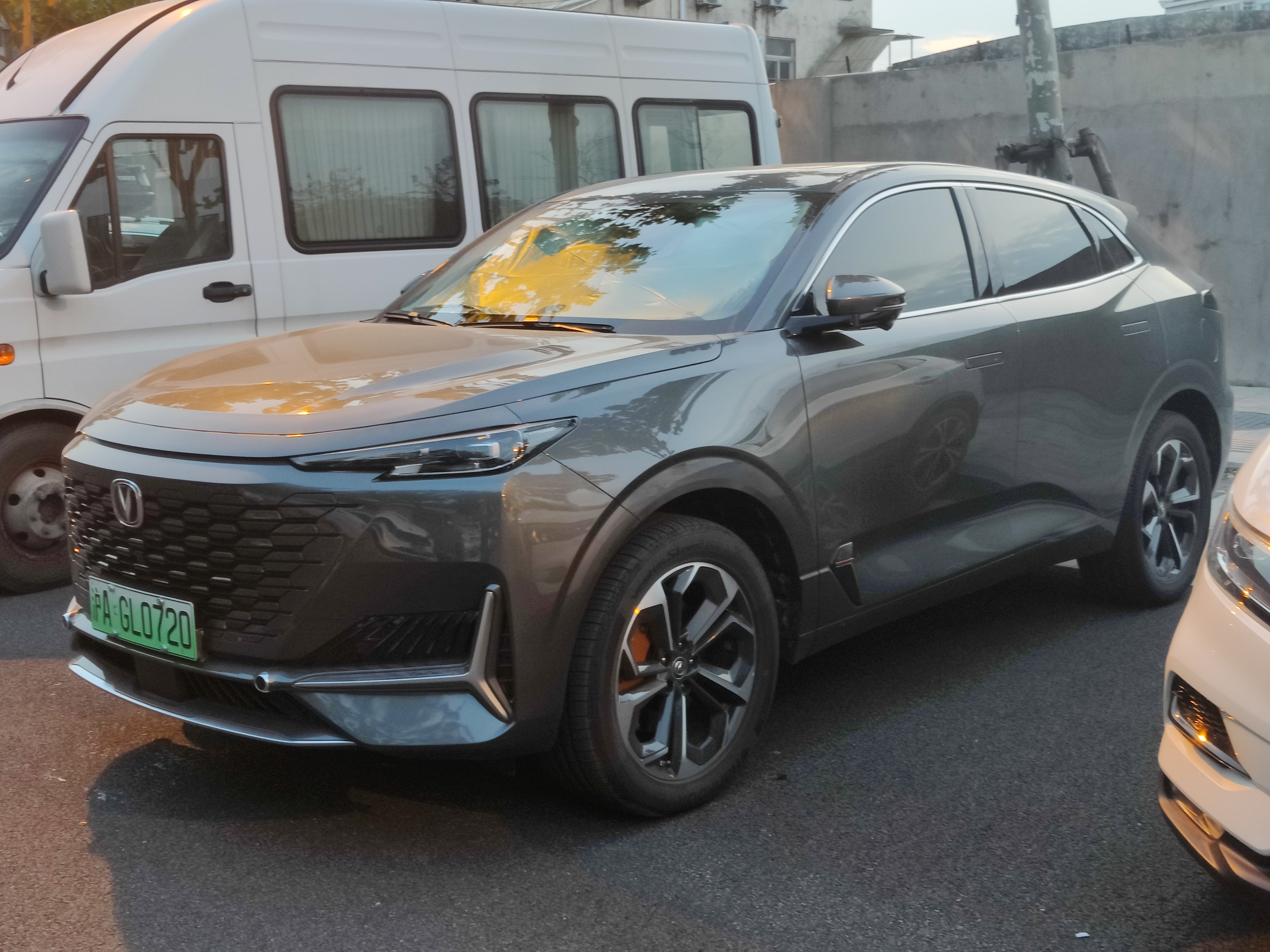
Changan UNI-K
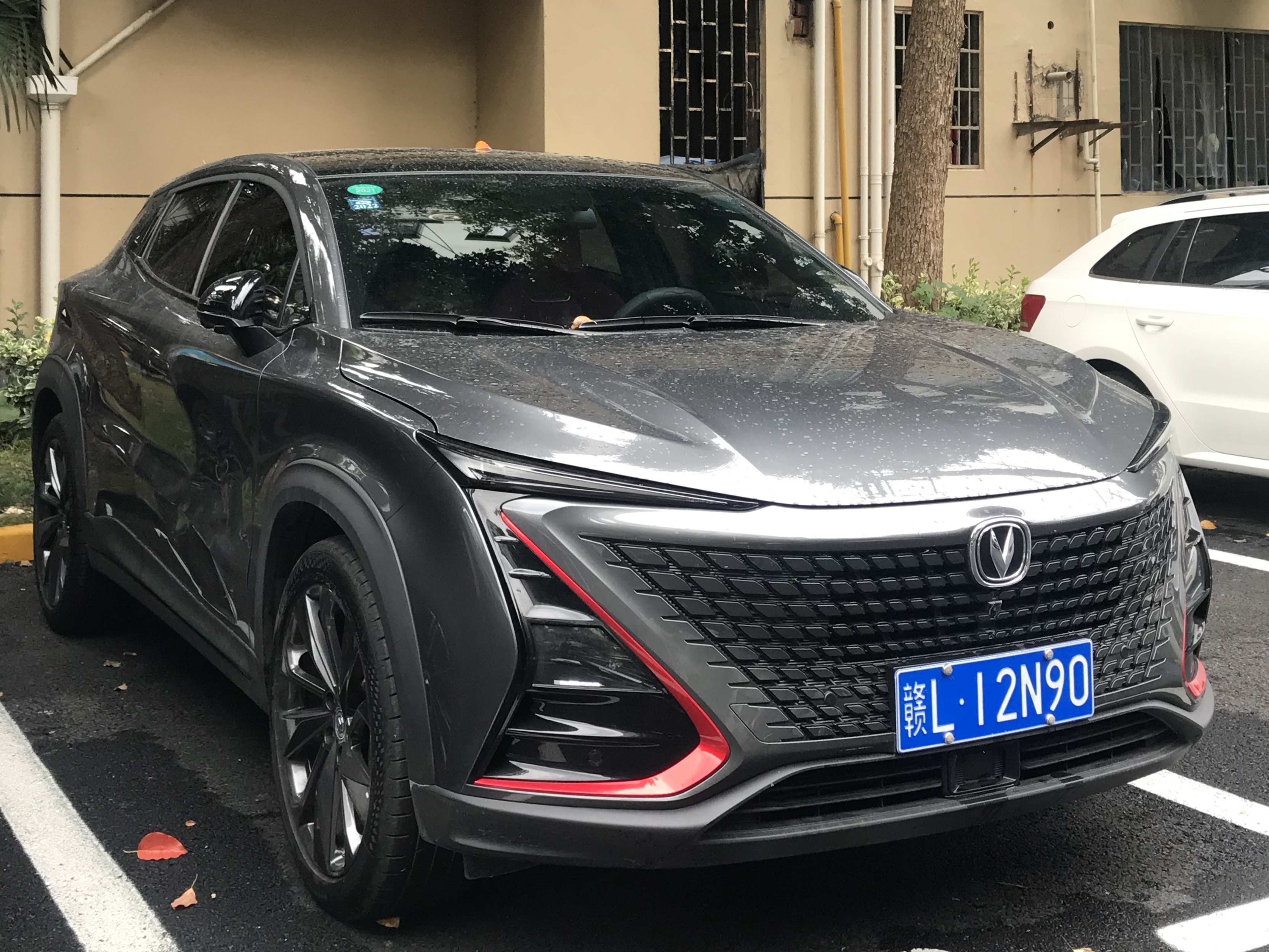
Changan UNI-T
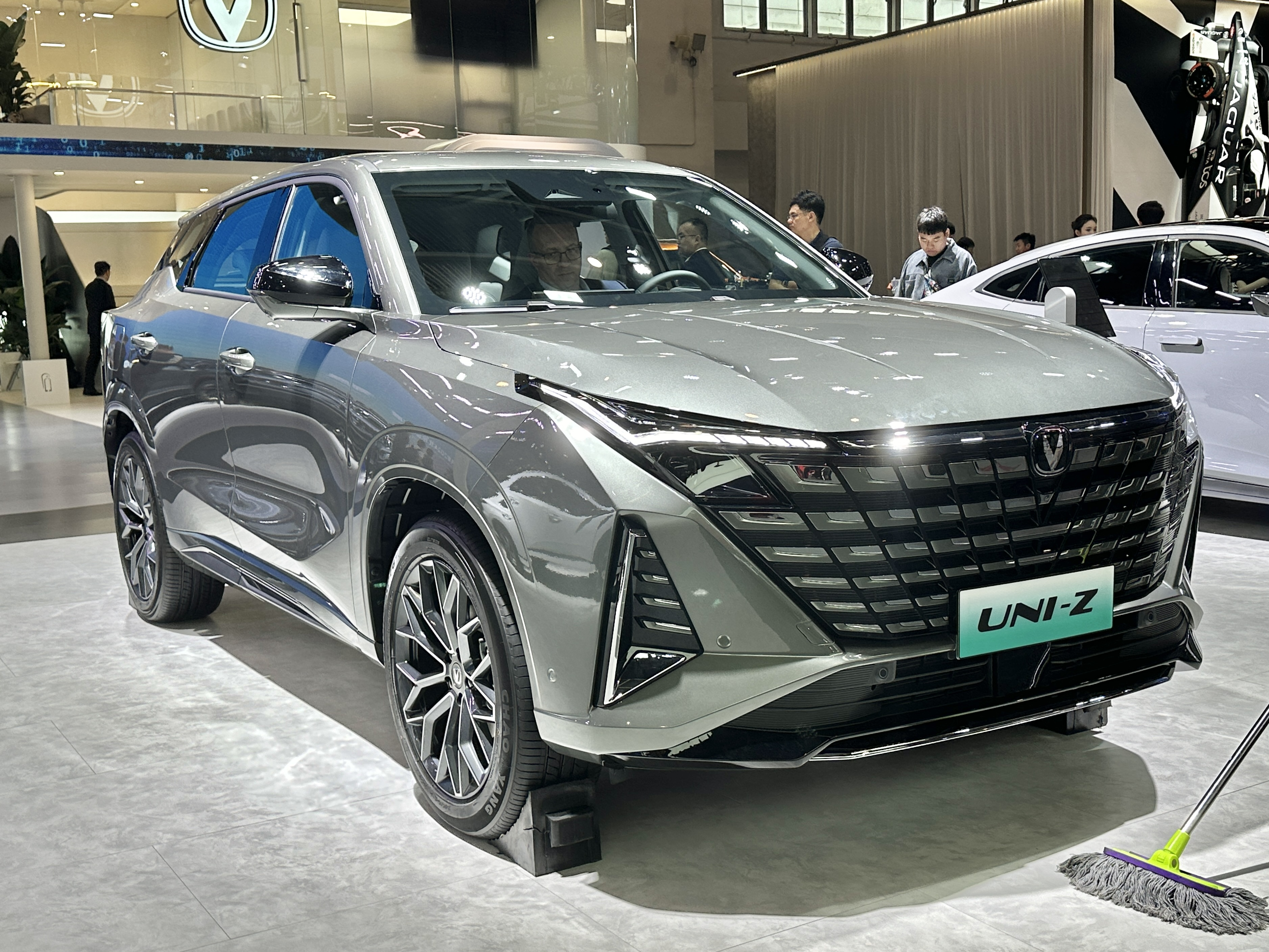
Changan UNI-Z
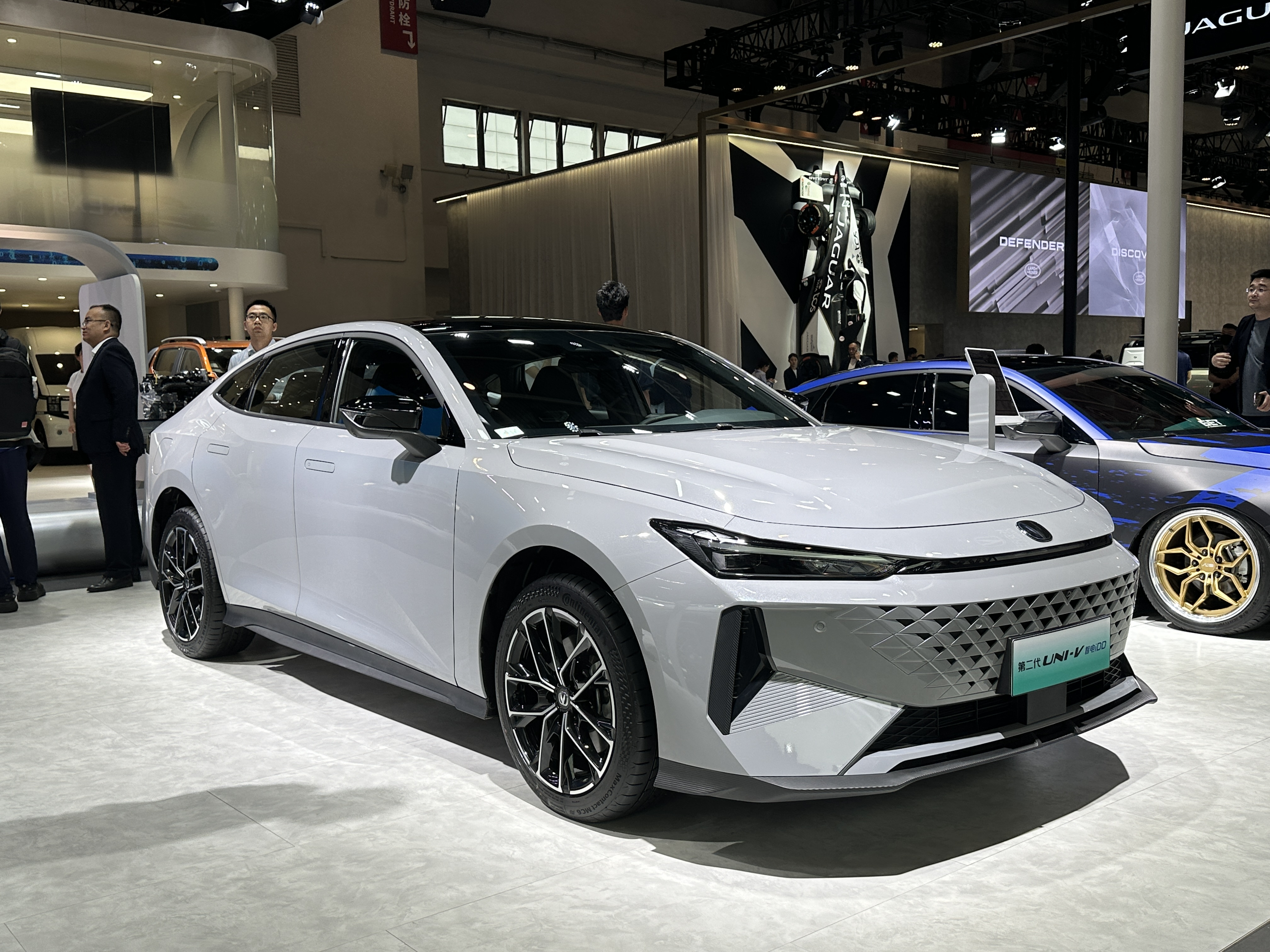
Changan UNI-V
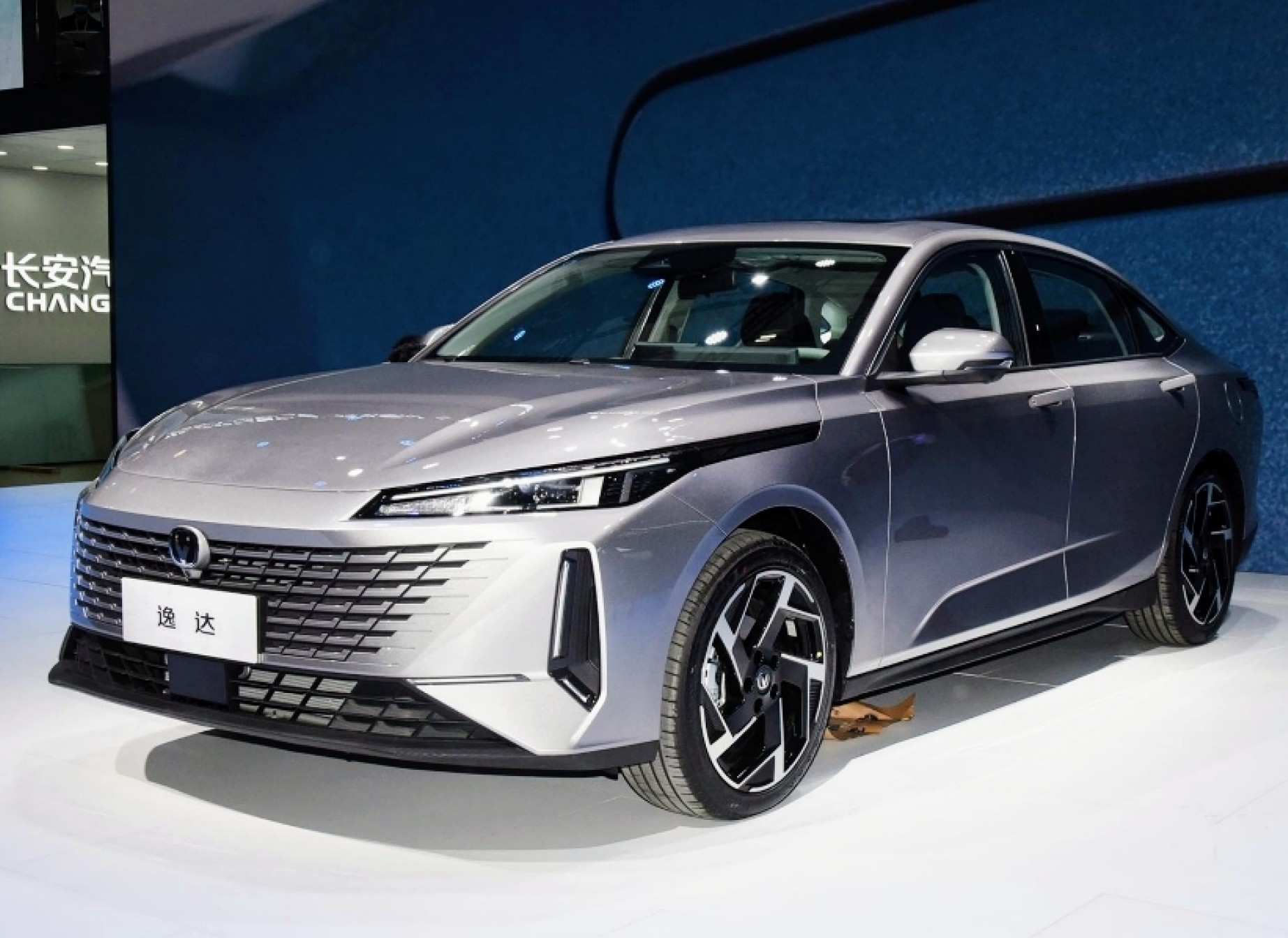
Changan Eado
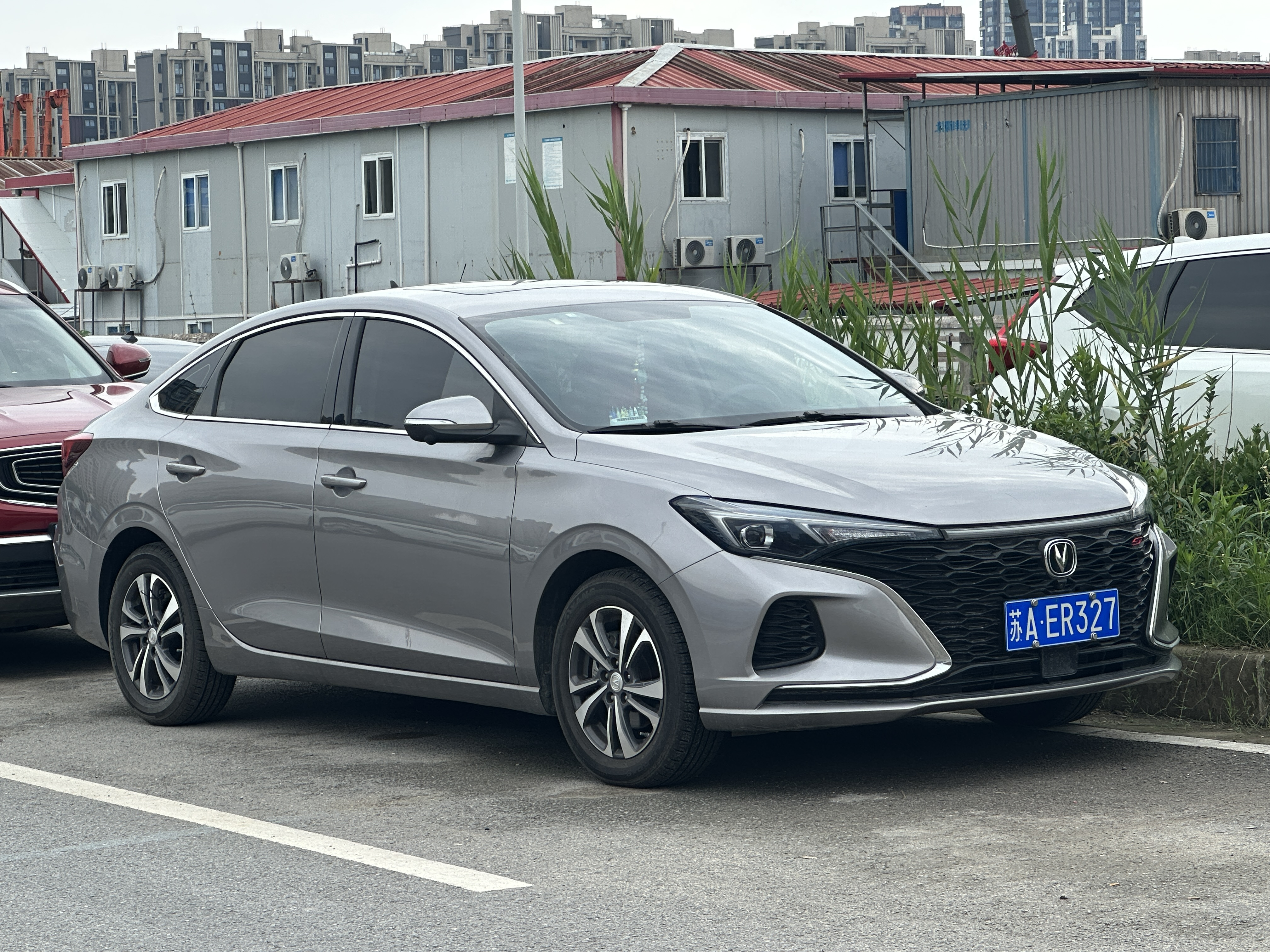
Changan Eado Plus
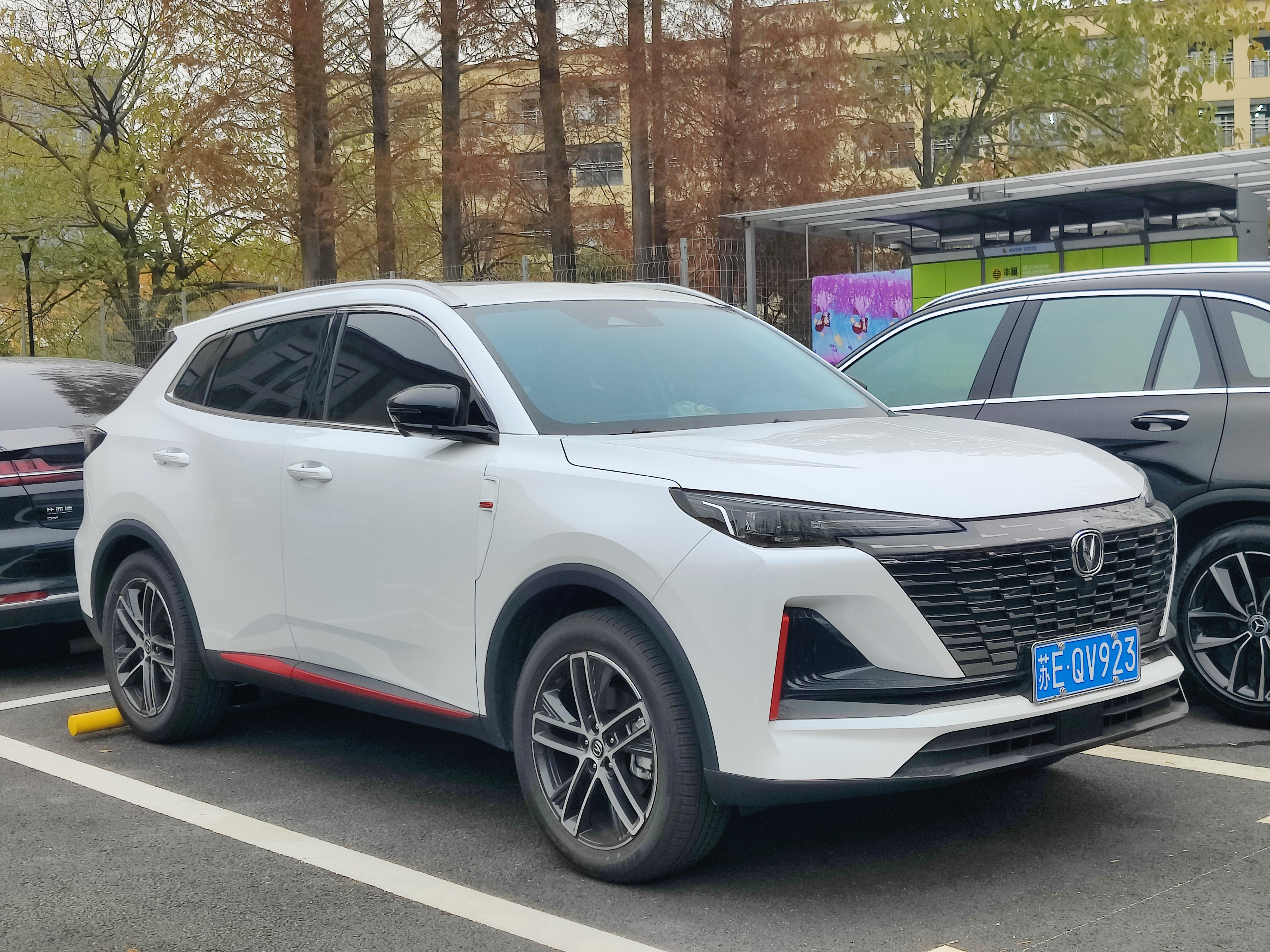
Changan CS55 Plus
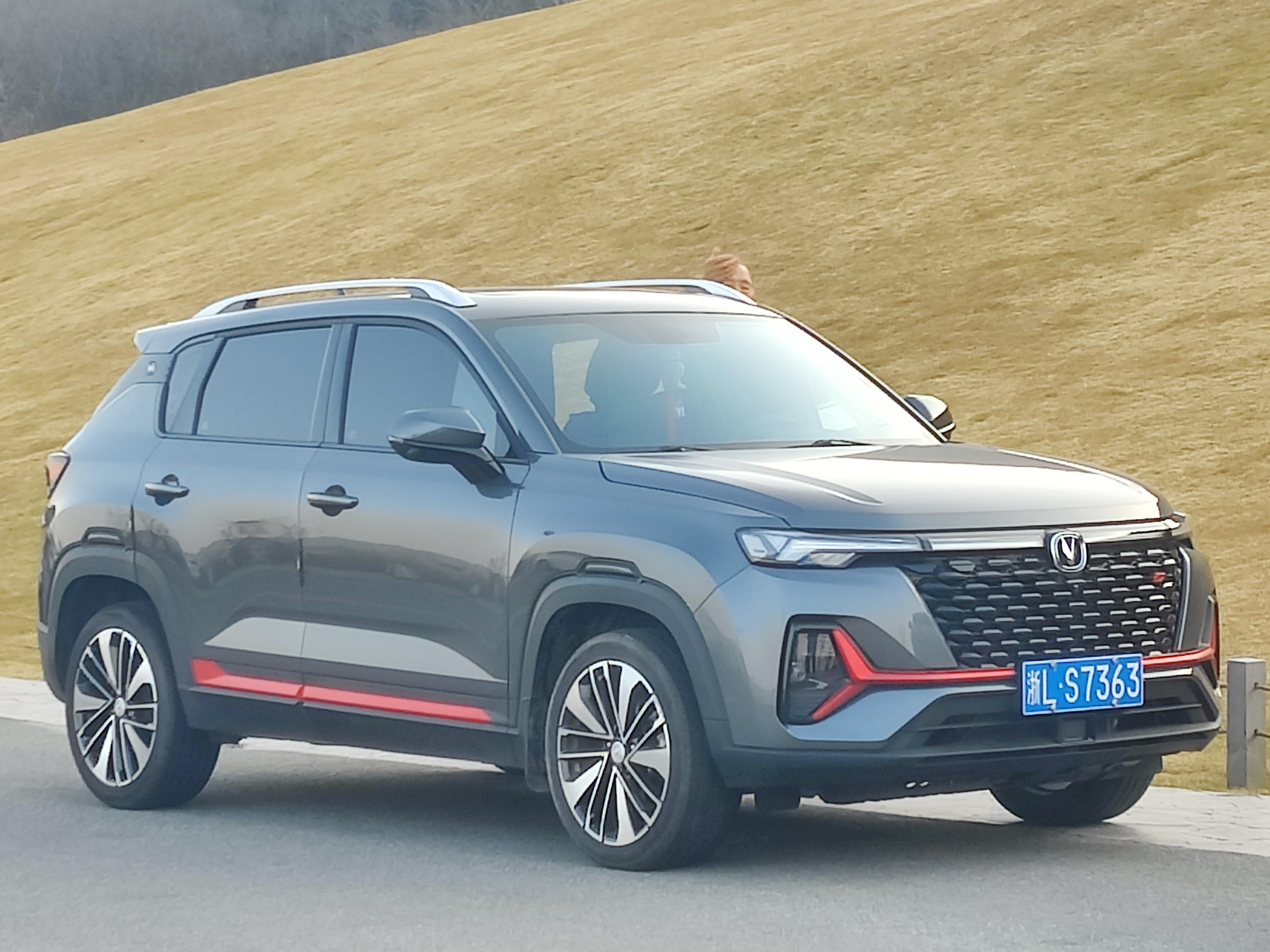
Changan CS35 Plus
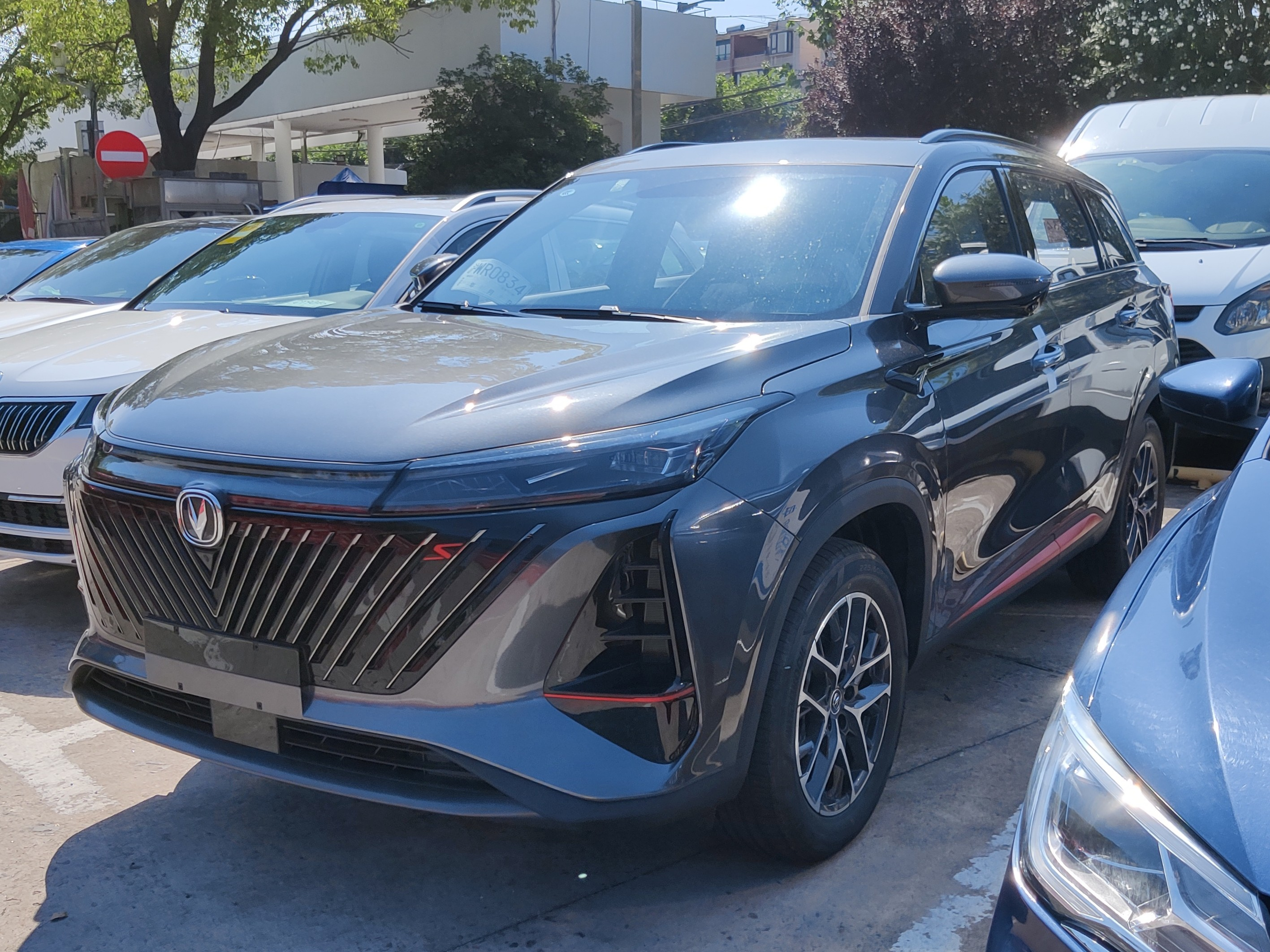
Changan CS75 Plus
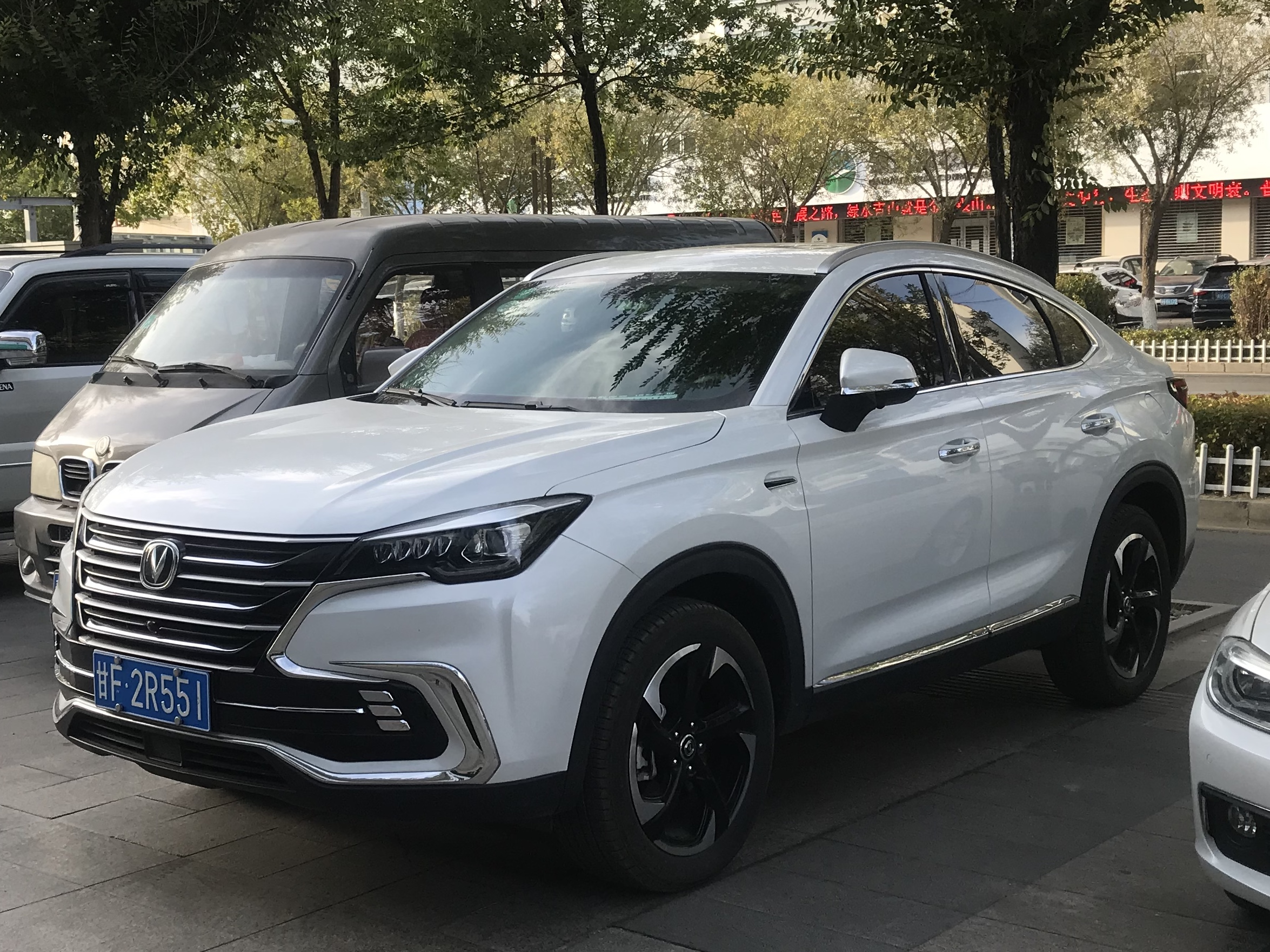
Changan CS85 Coupe
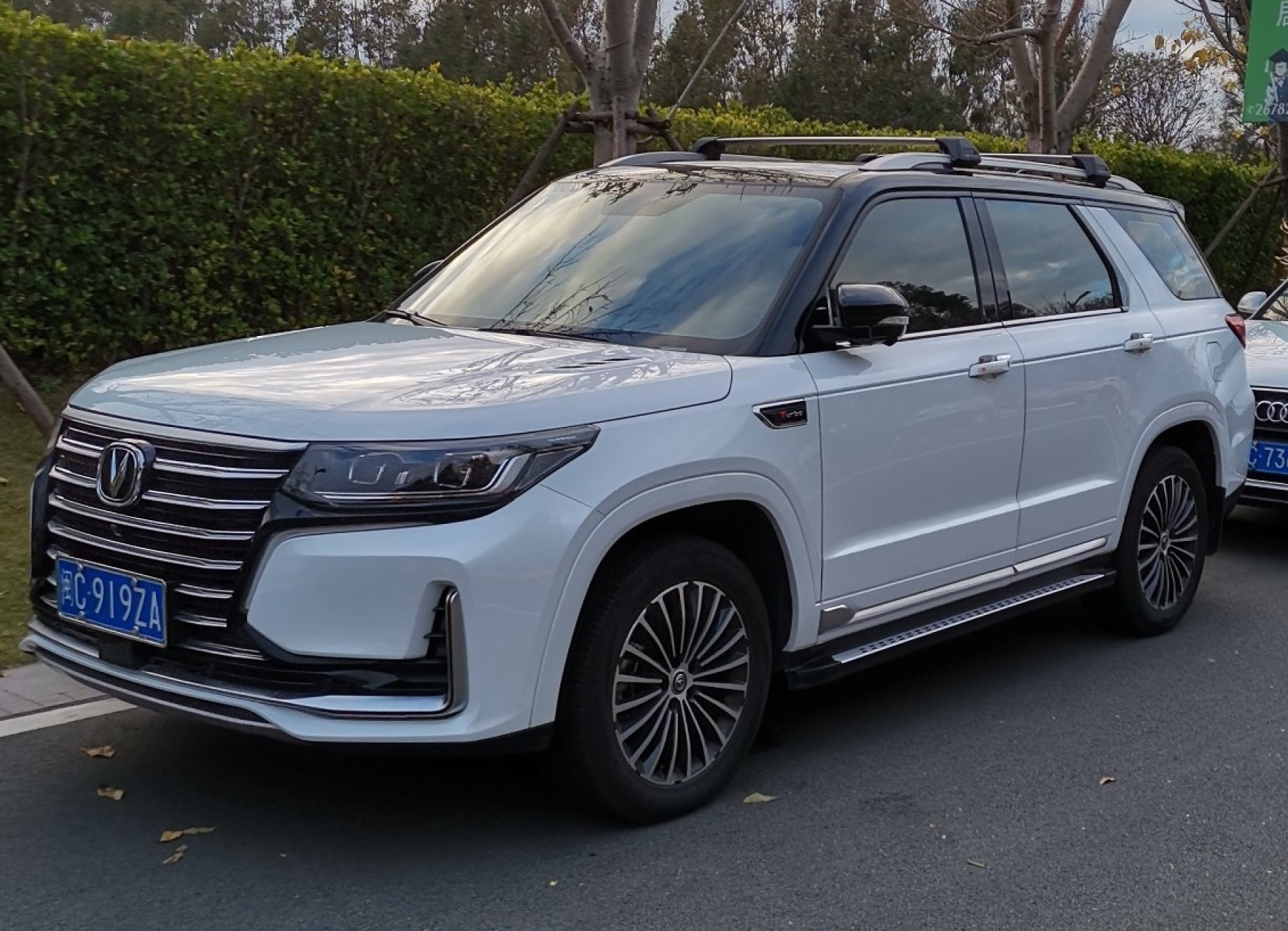
Changan CS95
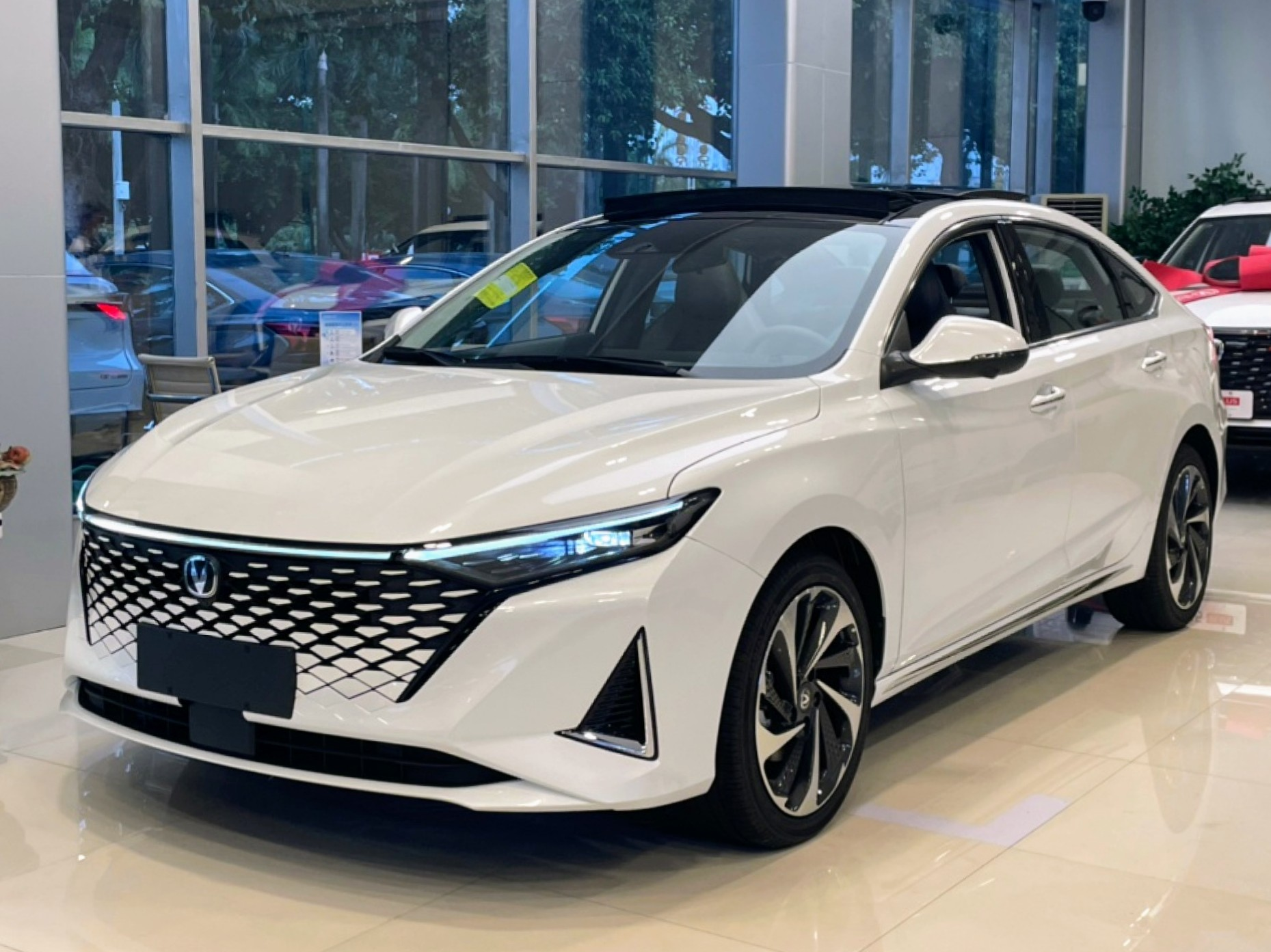
Changan Raeton Plus
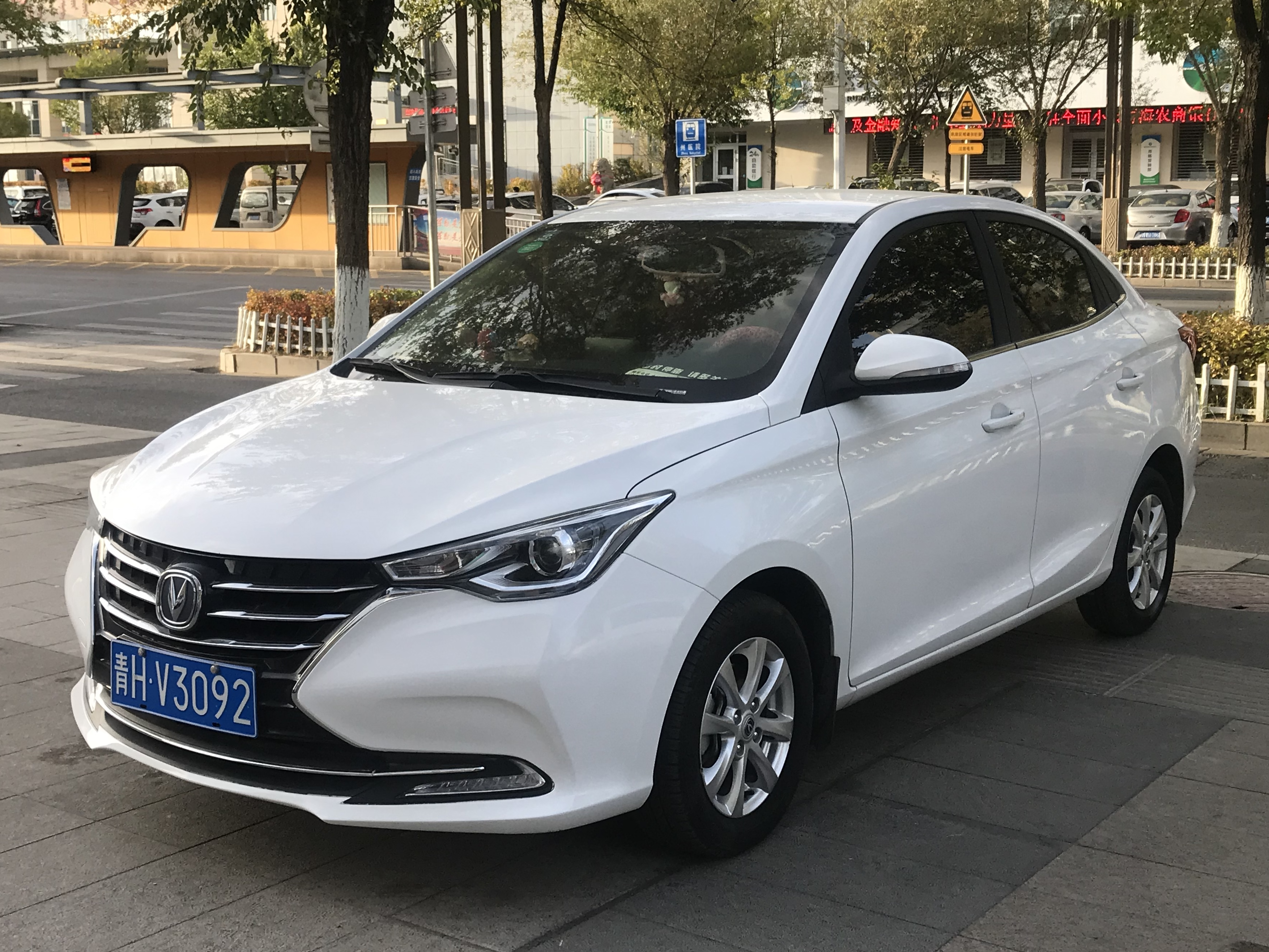
Changan Alsvin
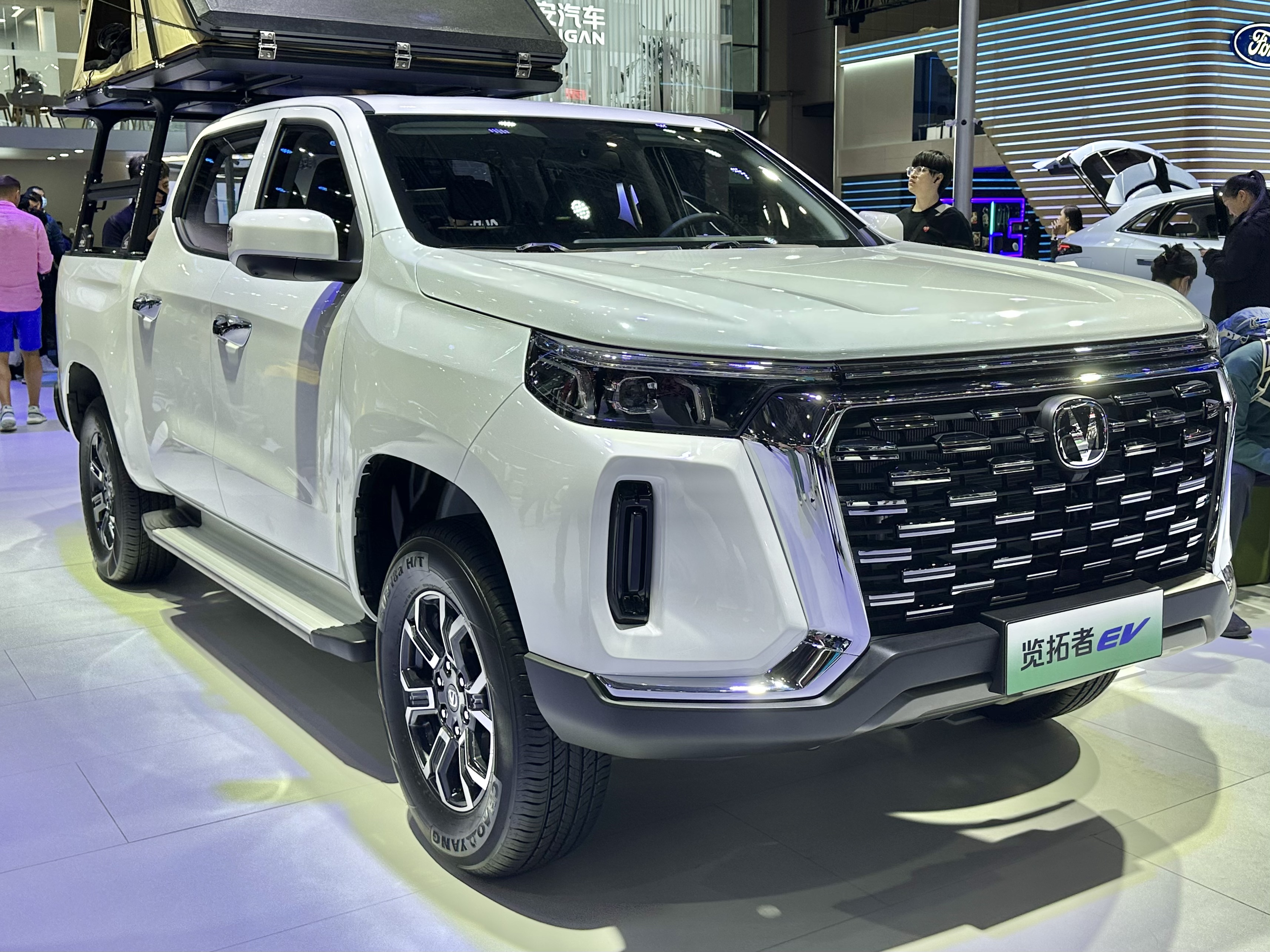
Changan Lantuozhe
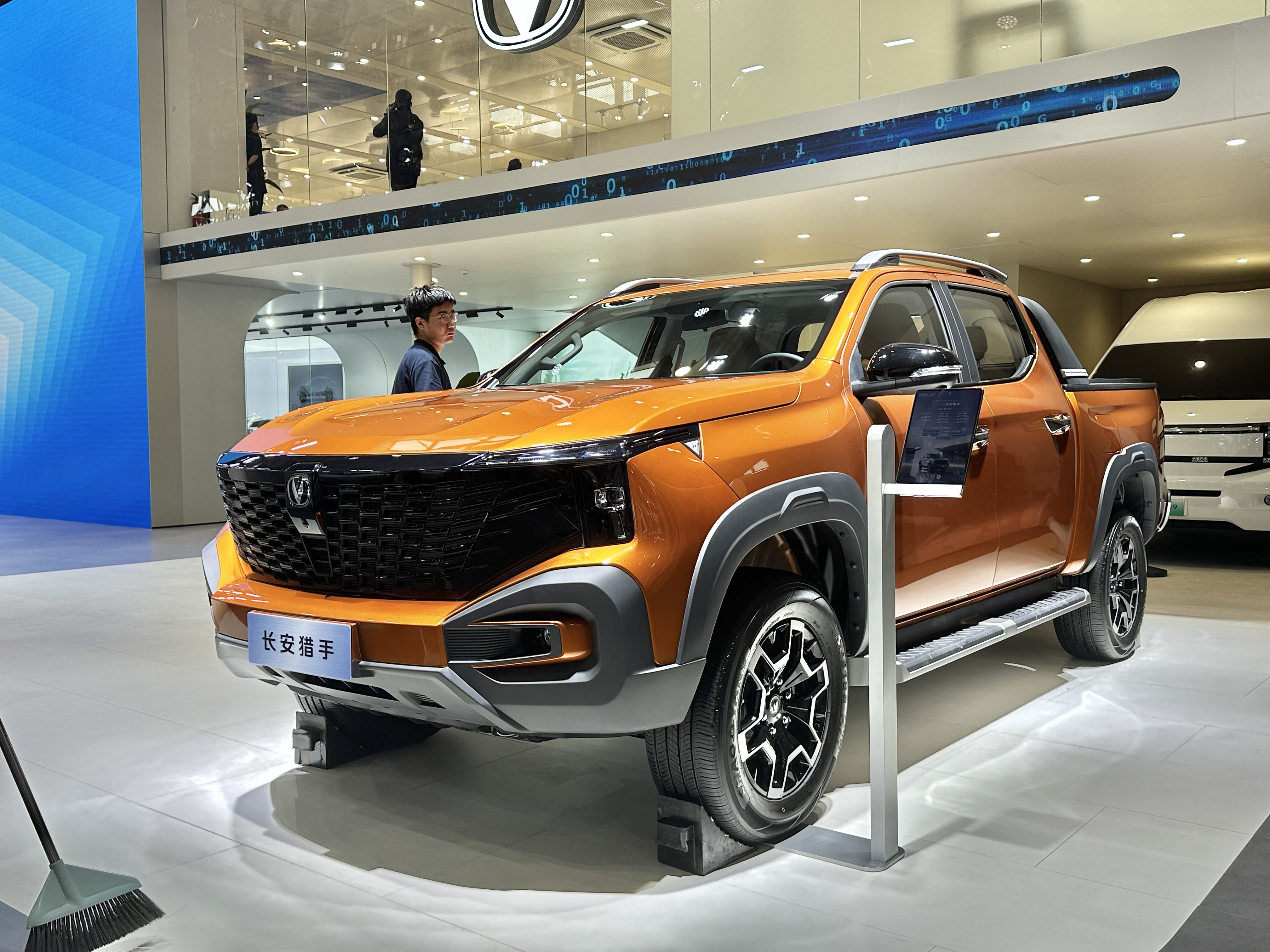
Changan Hunter
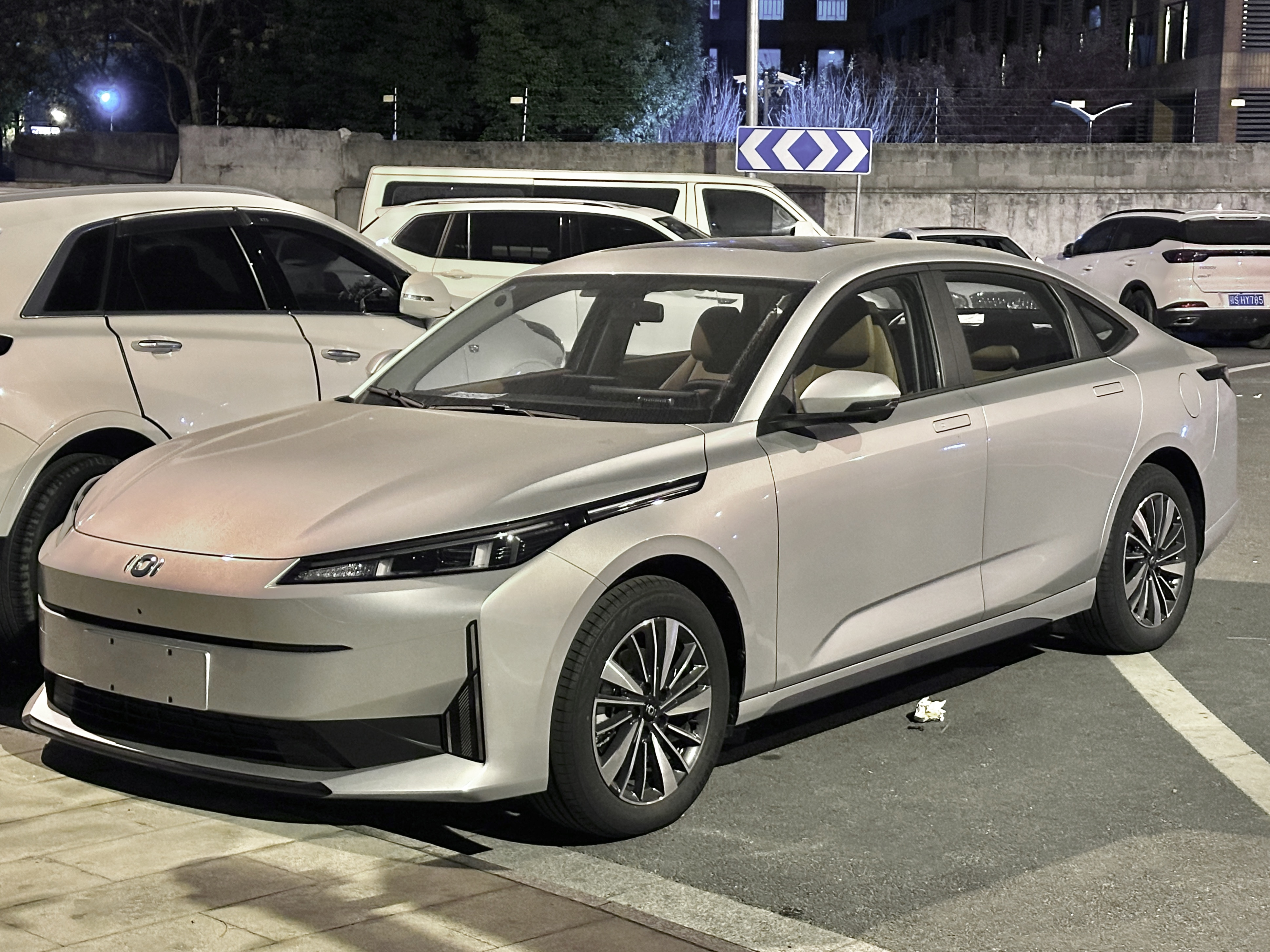
Nevo A05
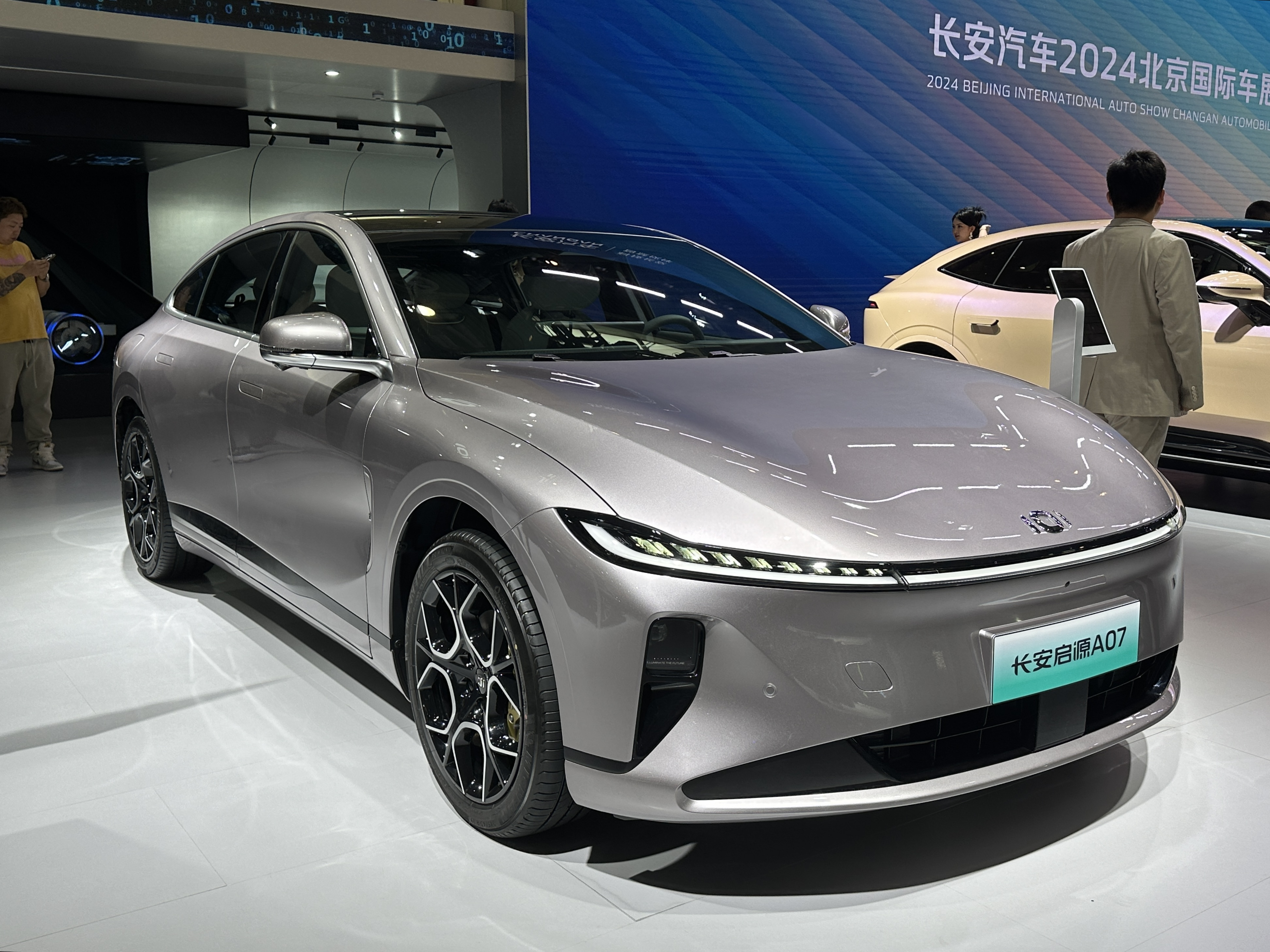
Nevo A07
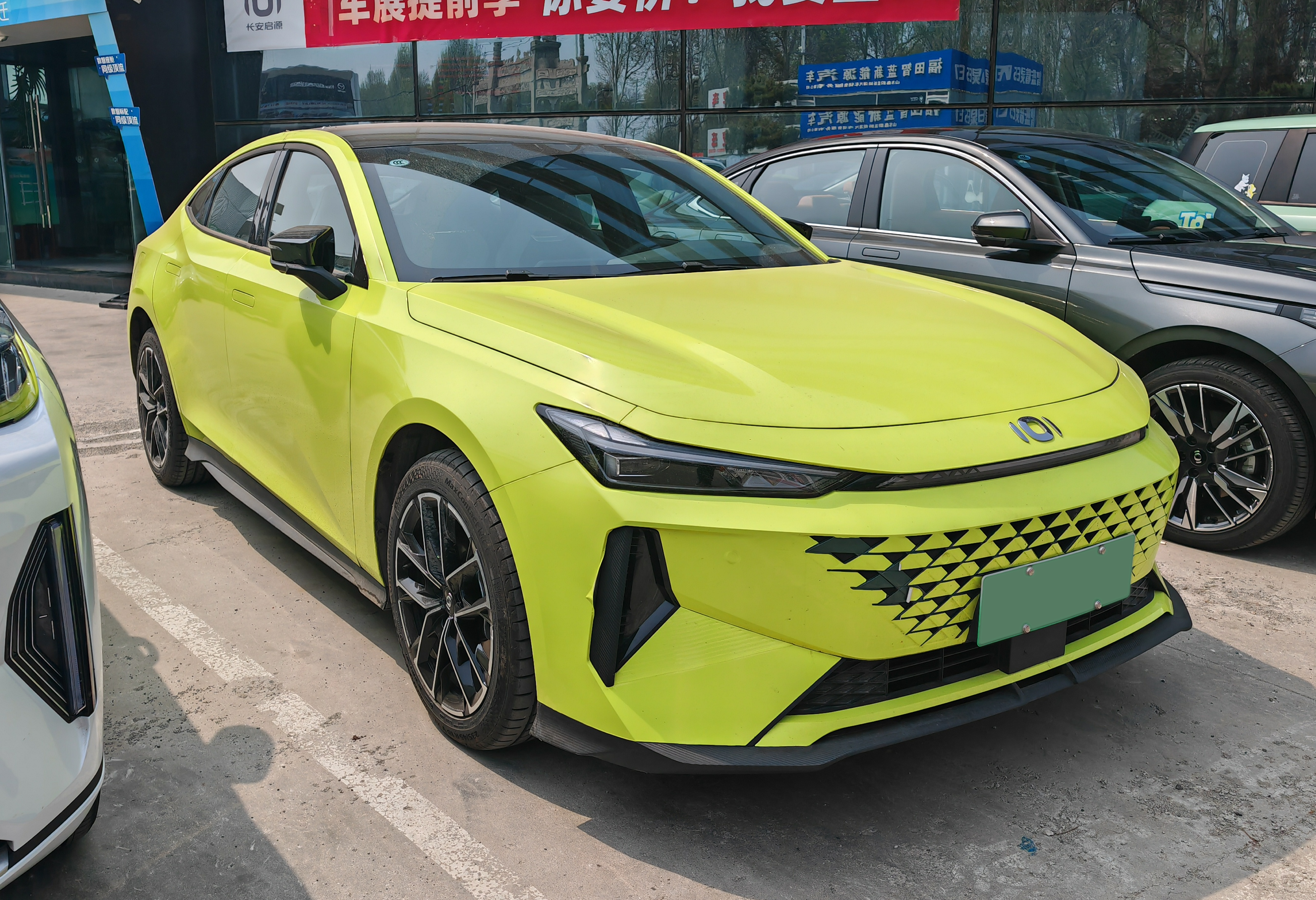
Nevo A06
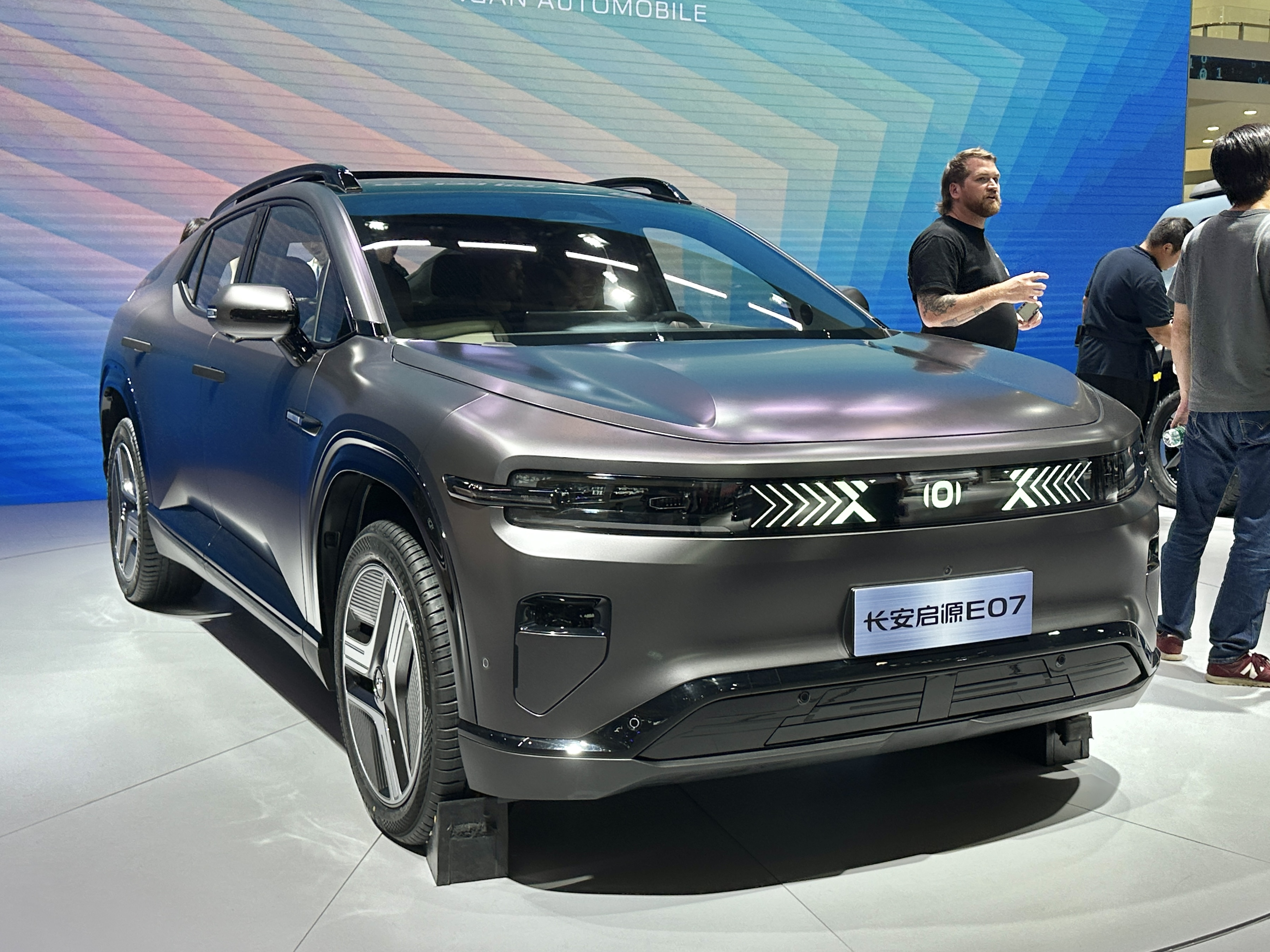
Nevo E07
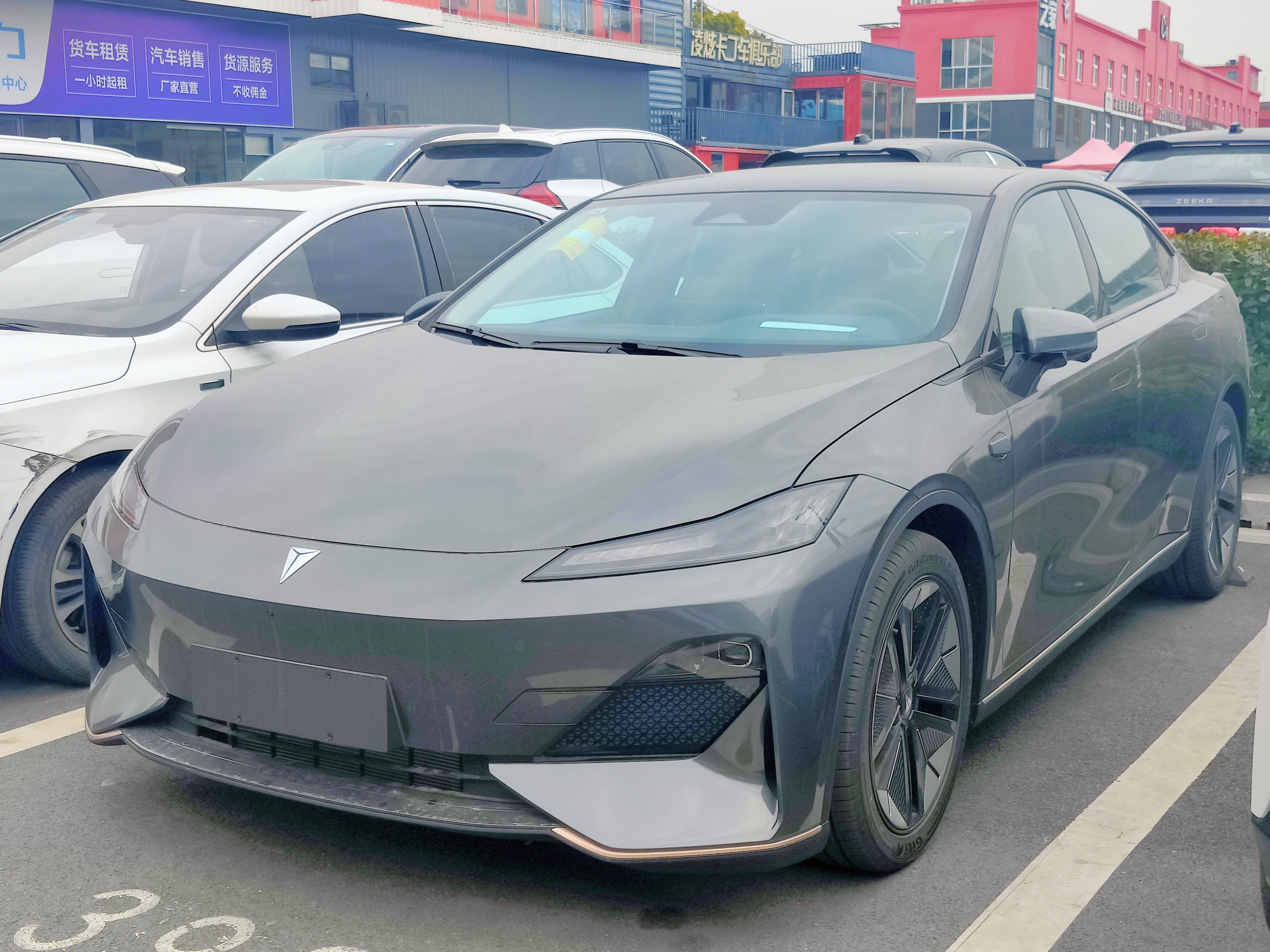
Deepal SL03
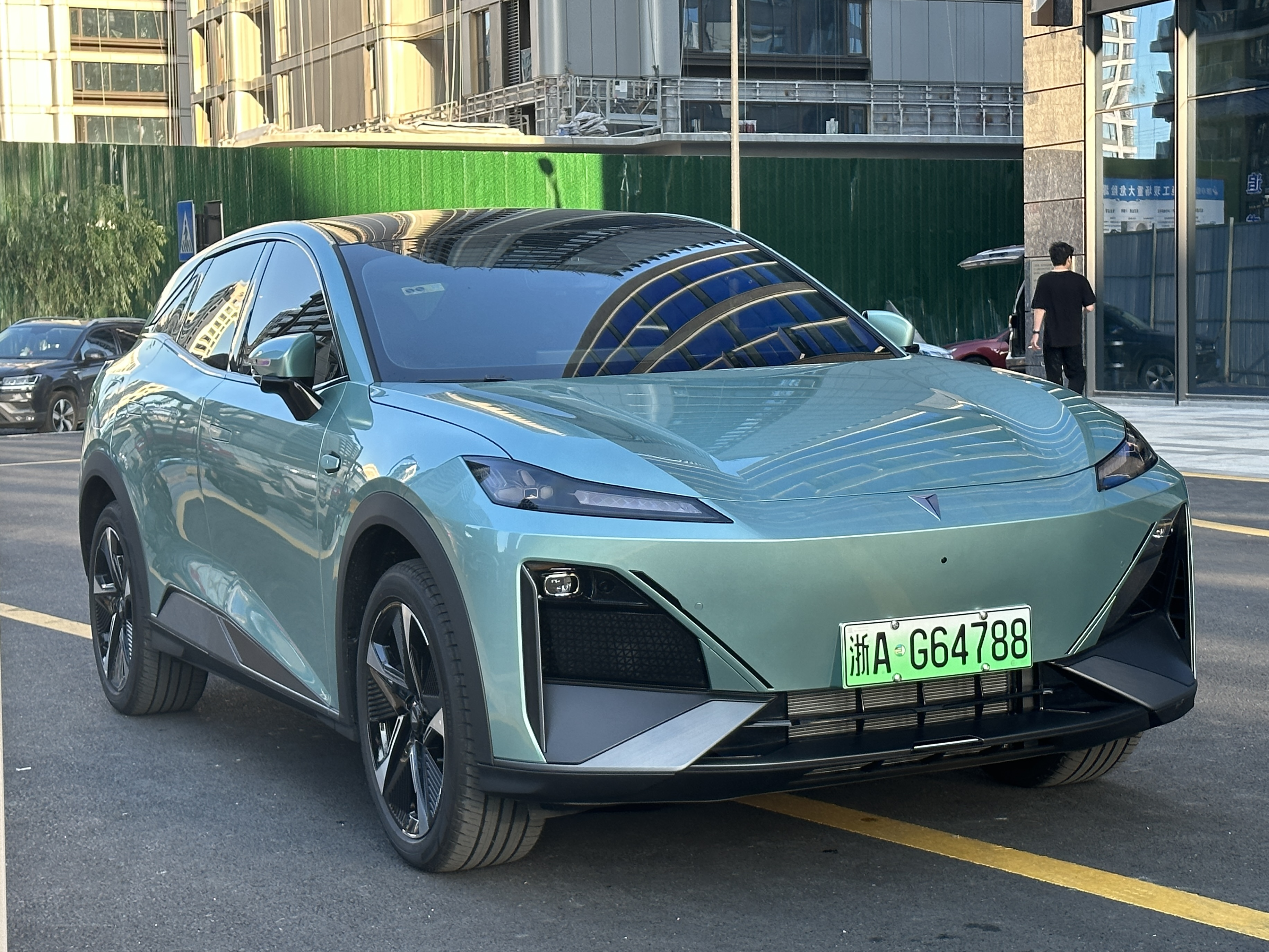
Deepal S7
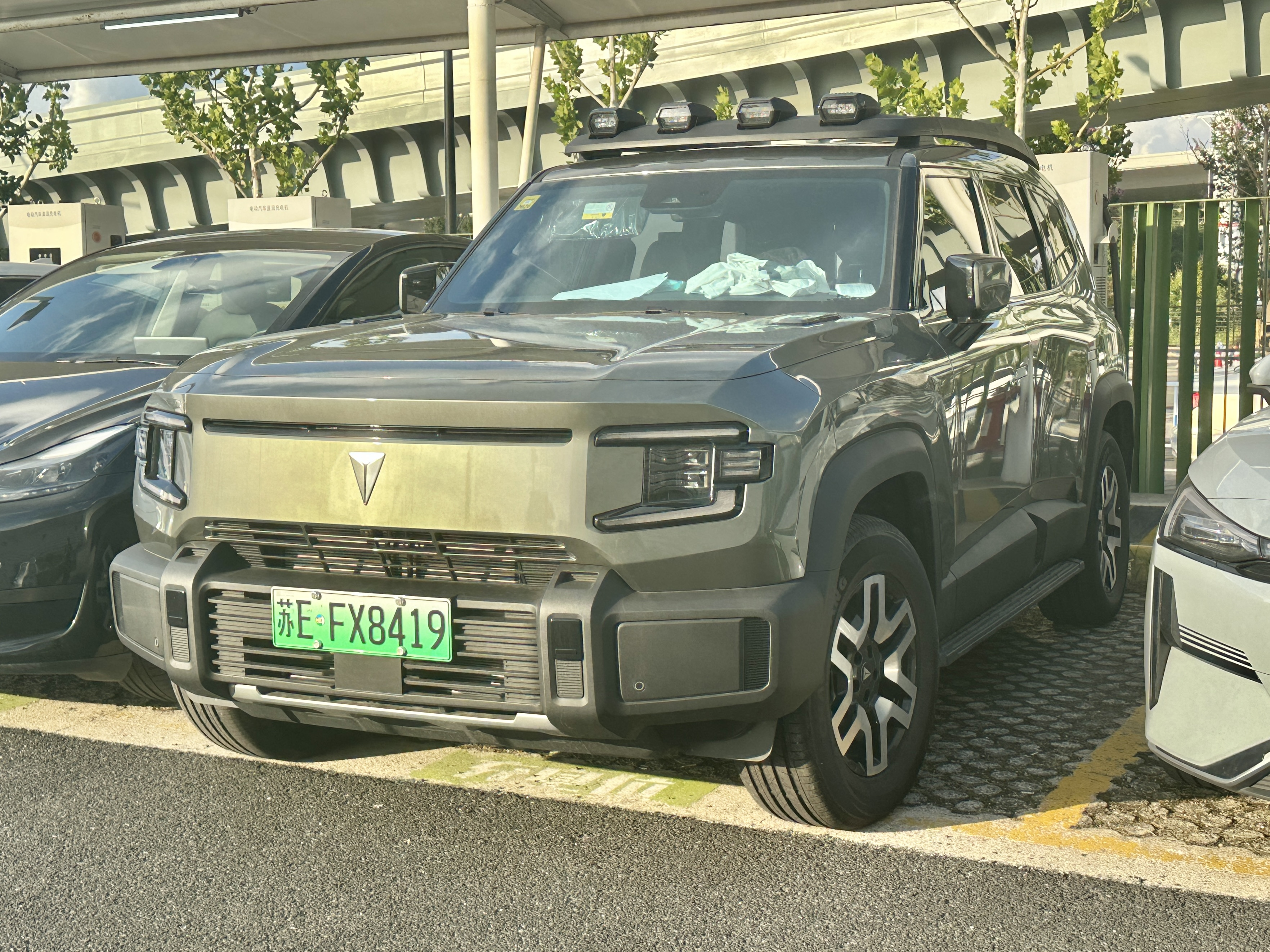
Deepal G318
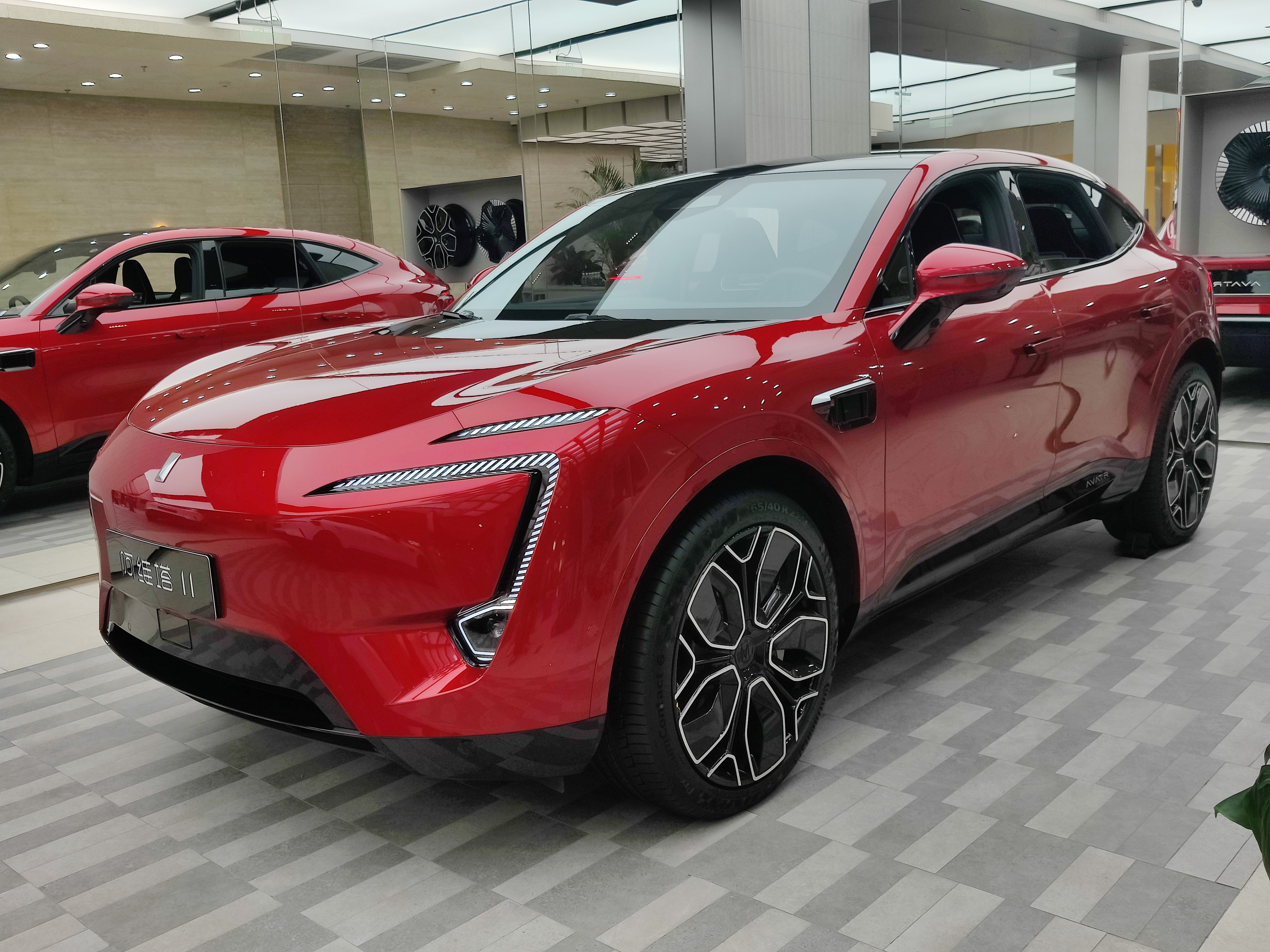
Avatr 11
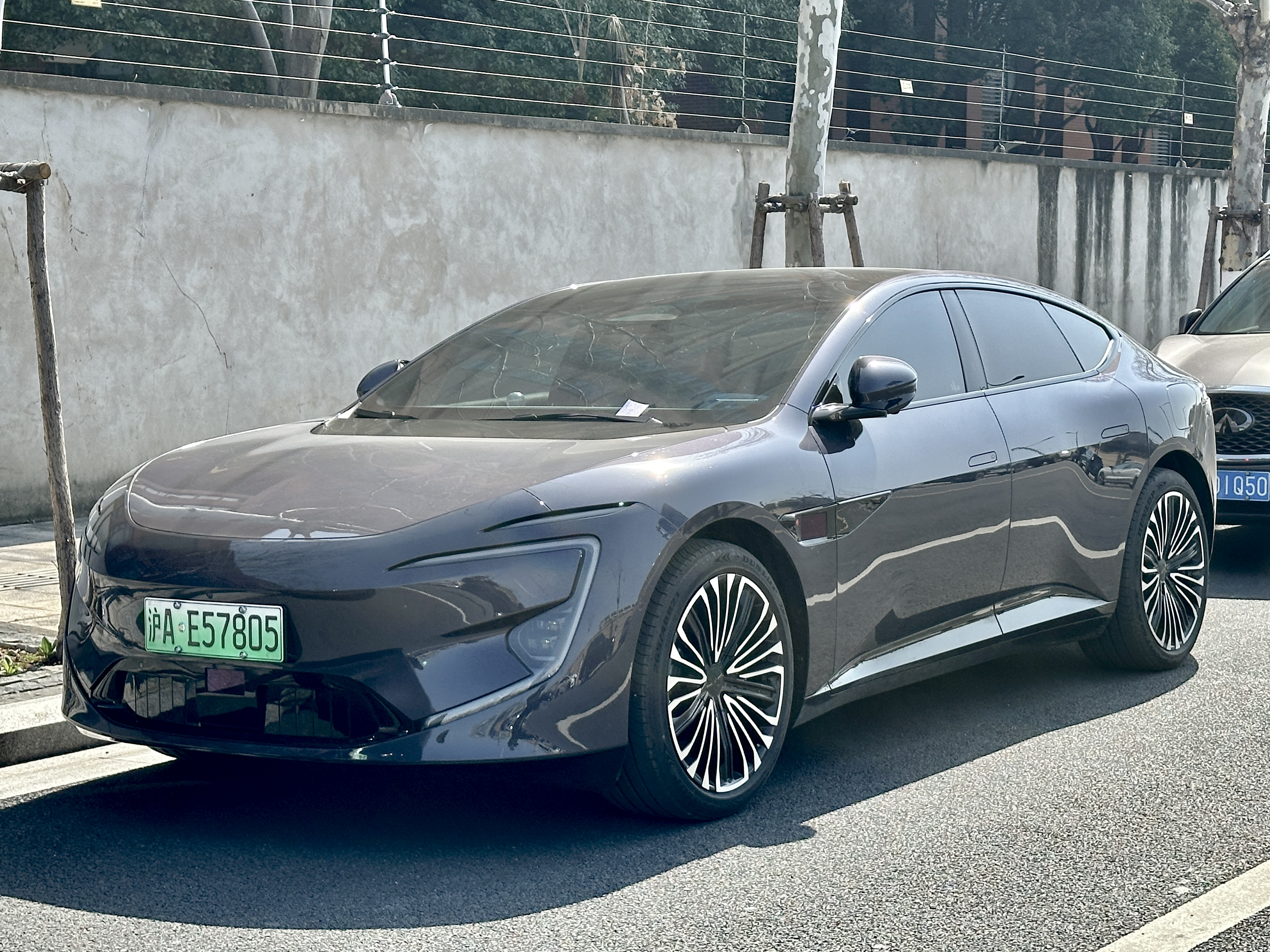
Avatr 12
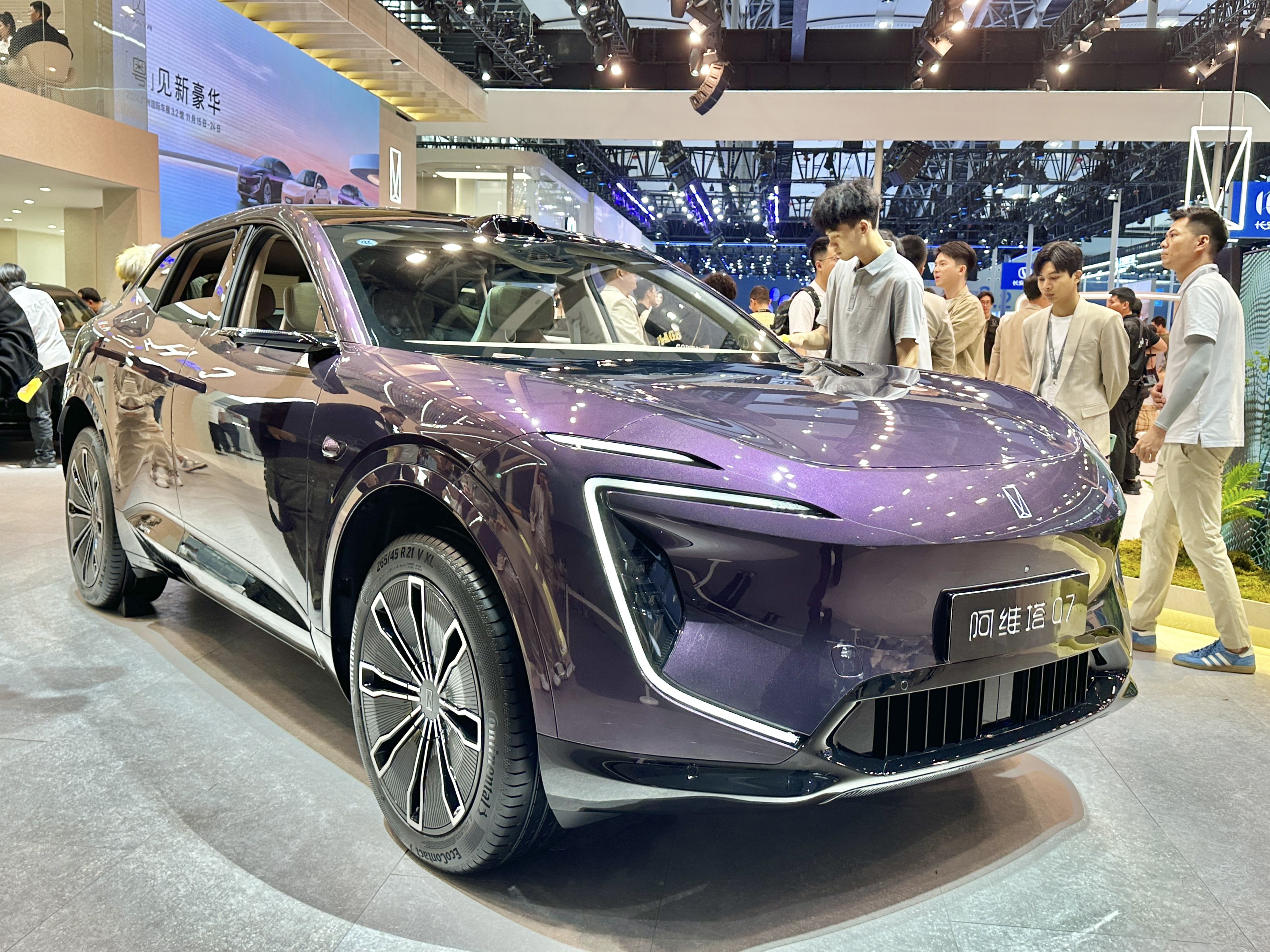
Avatr 07